# Il nocciolo della questione
Il nocciolo della questione (The Heart of the Matter) è un romanzo di Graham Greene, pubblicato nel 1948. In quest'opera Greene traspose la propria esperienza come ufficiale dei Servizi Segreti Britannici a Freetown, nella Sierra Leone (allora colonia dell'Impero Britannico). Sebbene Freetown non venga menzionata nel libro, l'autore confermò l'ambientazione nelle memorie del 1980 Ways of Escape.
Il romanzo ottenne immediato e largo successo di pubblico, vendendo circa trecentomila copie nei primi tre anni in Gran Bretagna.

## Trama
Il maggiore Henry Scobie è un funzionario britannico in una colonia, non nominata ma abbastanza intuibile, dell'Africa Occidentale durante la seconda guerra mondiale. La quieta routine della sua vita, con la moglie Vivien, viene sconvolta dall'infatuazione per un'altra donna, Elena, che è sopravvissuta a un naufragio, e dagli intrighi di Yusef, un mercante siriano. 

## Adattamenti
- Tra il 1949-1950 Greene scrisse una versione teatrale dell'opera. Debuttata a Boston, si rivelò un fallimento, e venne subito ritirata dalle scene.[2]

- Nel 1953 il romanzo fu trasposto nel film The Heart of the Matter, diretto da George More O'Ferrall, cambiandone il finale. In Italia, il film fu presentato con un titolo totalmente fuorviante, L'incubo dei Mau-Mau, che cambiò completamente le battute originali.[3]

## Edizioni italiane
- Il nocciolo della questione, traduzione di Nella Zoja, Collana Medusa n.292, Milano, Mondadori, 1952. - Collana Oscar n.647, Mondadori, 1976-1989; Introduzione di Paolo Bertinetti, Collana Oscar Narrativa n.1203, Mondadori, 1992-2002, ISBN 978-88-045-0983-7.
- Il nocciolo della questione, in Romanzi 1936-1955, traduzione di Adriana Bottini, Collana I Meridiani, Milano, Mondadori, 2000, ISBN 978-88-043-7171-7.